# Artesia (Mississippi)
Artesia è una città (town) degli Stati Uniti d'America, situata nella contea di Lowndes, nello Stato del Mississippi.